# Lapònia Finlandesa
|  | Aquest article tracta sobre la província històrica. Vegeu-ne altres significats a «Lapònia (desambiguació)». |

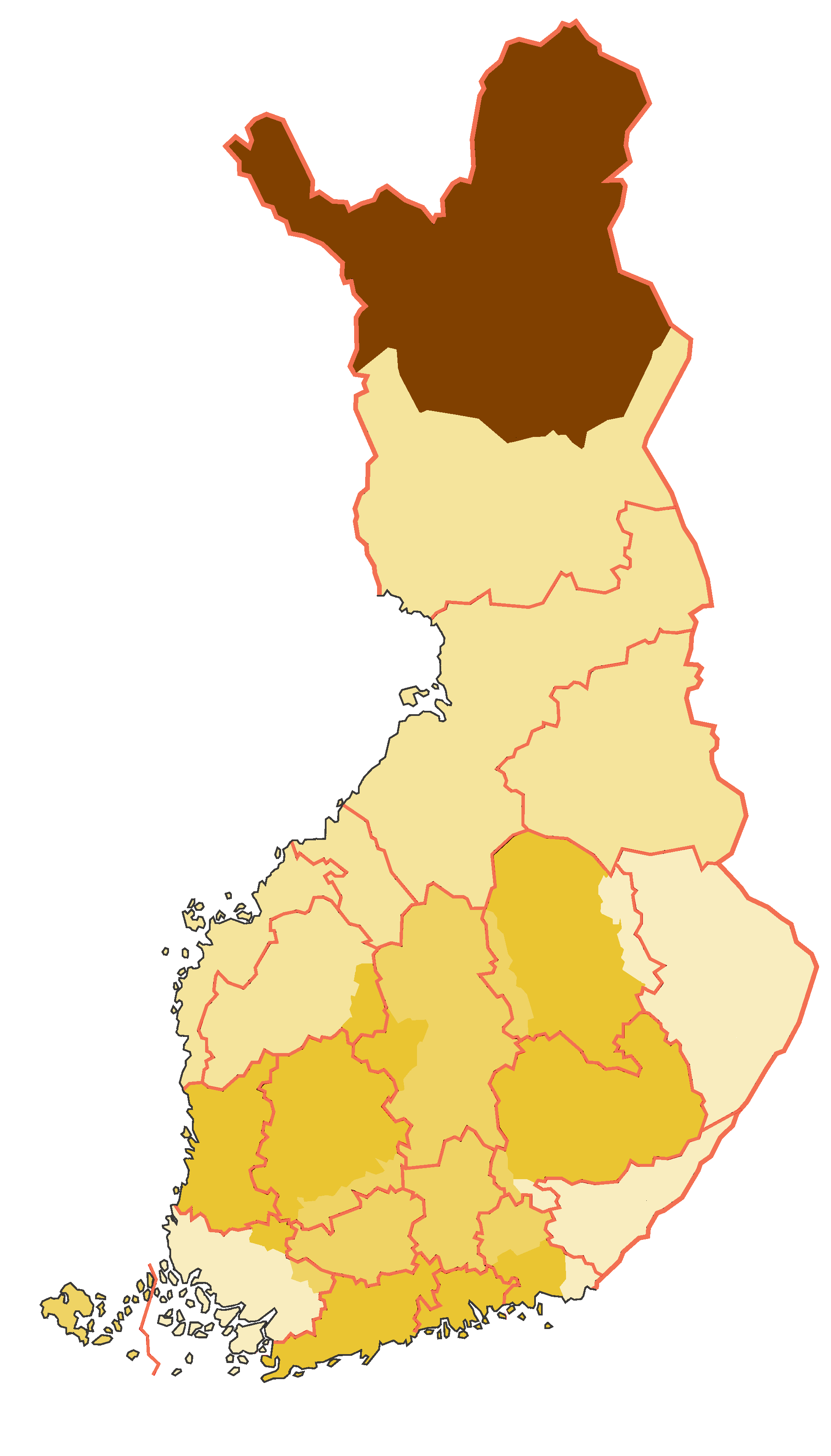
Província històrica de Lapònia
(les fronteres de les actuals províncies són en rosat

Lapònia Finlandesa o Lapònia (finès: Lappi) és una província històrica de Finlàndia, que ocupava la part septentrional de l'actual província de Lapònia, comprenent els actuals municipis d'Enontekiö, Inari, Kittilä, Muonio, Pelkosenniemi, Savukoski, Sodankylä i Utsjoki.
Abans de la Pau de Hamina (1809), per la qual el Gran Ducat de Finlàndia fou integrat en l'Imperi Rus, la Lapònia històrica pertanyia al comtat de Västerbotten suec i va formar part de la província de la Lapònia Sueca. Per contra, l'actual província de Lapònia finlandesa aplega el sud de l'Ostrobòtnia, regió coneguda com a Peräpohjola.
Quan Finlàndia fou separada de Suècia per a unir-se a l'Imperi Rus i formar el Gran Ducat de Finlàndia, l'antiga Lapònia Sueca fou dividida. Posteriorment, la Lapònia finlandesa fou integrada a la província d'Oulu, fins que el 1938 es va crear la província de Lapònia. Tant Petsamo com Lapònia for reconegudes com a part de Finlàndia per la Unió Soviètica durant el període que va del Tractat de Tartu de 1920 i fins a l'armistici de Moscou de 1944.